# Oscar Bluemner
Oscar Bluemner (ur. jako Friedrich Julius Oskar Blümner 21 czerwca 1867 w Prenzlau, w Królestwie Prus, zm. 12 stycznia 1938 w South Braintree, w USA) – malarz amerykański pochodzenia niemieckiego, przedstawiciel modernizmu.
Najbardziej znany z geometrycznych, nasyconych kolorem pejzaży, stanowiących syntezę natury i przemysłu. Po 1933 roku podpisywał swoje obrazy Florianus, łacińską idealizacją swojego nazwiska

## Życiorys

### Młodość w Niemczech
Friedrich Julius Oscar Blümner urodził się w rodzinie o bogatych tradycjach artystycznych; jego ojciec był mistrzem masonerii. W 1871 roku zaczął rysować i malować bezpośrednio z natury. W lokalnym gimnazjum w Elberfeld uczył się historii sztuki, uczestnicząc również w kursach: rysunku kredą i pastelami oraz malarstwa akwarelowego i pejzażowego. W 1885 roku miał w gimnazjum własną wystawę. W 1886 roku rozpoczął studia na Konigliche Technische Hochschule w Berlinie na wydziale architektury. Po ukończeniu studiów otrzymał medal królewski. Wykonał kilka projektów budynków użyteczności publicznej w Niemczech. Pomimo obiecującej kariery architekta postanowił porzucić konserwatywne środowisko artystyczne Niemiec na rzecz amerykańskiej awangardy.

### Wyjazd do Ameryki
W październiku 1892 roku Blümner wyjechał do Ameryki osiedlając się w styczniu 1893 roku w Chicago, gdzie został asystentem architekta. Uczestniczył w przygotowaniach do World’s Columbian Exposition w 1893 roku. W 1897 roku ożenił się z Liną Schumm, a w 1899 otrzymał obywatelstwo amerykańskie. W poszukiwaniu pracy Bluemner często podróżował między Chicago a Nowym Jorkiem, osiedlając się w tym ostatnim w 1900 roku. Tam zaczął uczestniczyć w konkursach i wystawach architektonicznych. Był zwolennikiem stylu Henry’ego Richardsona, podziwiał też dokonania Franka Lloyda Wrighta. W 1904 roku podjął współpracę z architektem Michaelem J. Garvinem, który przywłaszczył sobie jego projekt Bronx Borough Courthouse, zmuszając go do dochodzenia swych praw finansowych w sądzie. Spór ten, a także rozczarowanie polityką architektoniczną sprawiły, iż Bluemner zniechęcił się do architektury i zaczął bliżej interesować się życiem artystycznym Nowego Jorku odwiedzając galerie, muzea i salony aukcyjne. Zwiedził kilka ważnych wystaw, jak pokaz prac impresjonistów w galerii Durand-Ruel czy wystawę „The Eight” w Macbeth Gallery. W 1908 roku odwiedził 291 Gallery zaprzyjaźniając się z Alfredem Stieglitzem. Dołączył do grupy nowojorskich awangardzistów znanych jako „291”, mających w swych szeregach takich artystów, jak Arthur Dove, Marsden Hartley, Georgia O’Keeffe, John Marin, Charles Demuth i Paul Strand. Związek ze Stieglitzem zaważył na dalszej karierze Bluemnera. W 1910 roku postanowił on ostatecznie zerwać z architekturą, a w 1911 roku namalował swój pierwszy obraz olejny. Wczesne, dojrzałe prace artysty, poczynając od roku 1911, wyrażają w dużym stopniu jego zależność zarówno od filozofii niemieckiej jak i niemieckiego malarstwa ekspresjonistycznego. Z tych wczesnych prac tylko kilka przetrwało w formie, w jakiej zostały pierwotnie namalowane; z wielu z nich pościerał on i zeszlifował powierzchnie, by przerobić je kilka lat później.
Stieglitz po raz pierwszy w Ameryce zaprezentował w swojej galerii prace Henriego Matisse’a, Paula Cézanne’a i Vincenta van Gogha, wspierał też młodych amerykańskich malarzy, w tym Bluemnera, wystawiając ich prace w swojej galerii. Bluemner dzięki temu uzyskał solidne podstawy, jeśli chodzi o historię sztuki, aktywnie działał jako recenzent sztuki, wykładowca, pisarz i krytyk. Później stał się stałym współpracownikiem Stieglitza w wydawaniu czasopisma Camera Work.

### Powrót do Europy
W kwietniu 1912 roku Bluemner powrócił do Europy, aby kontynuować naukę. Wiele podróżował w Niemczech, Francji, Włoszech, Anglii i Holandii, gdzie studiował sztukę dawnych mistrzów oraz twórców współczesnych. Sporządzał obszerne notatki, a na podstawie swoich badań wykonał wiele szkiców. Jego wczesne prace wykazują wpływy tonalizmu, impresjonizmu, postimpresjonizmu i sztuki japońskiej, o czym świadczy jego pointylistyczna technika, spłaszczona perspektywa i wyraziste stosowanie koloru. Podczas pobytu za granicą Bluemner wystawiał swoje akwarele w Galerie Fritz Gurlitt w Berlinie, gdzie wcześniej prezentowała swoje kontrowersyjne prace grupa Die Brücke. Podczas pobytu w Anglii zwiedził w Grafton Galleries postimpresjonistyczną wystawę Rogera Frya, pod wpływem której stał się zagorzałym zwolennikiem ideologii modernistycznej

### Powrót do Stanów Zjednoczonych
Wkrótce po powrocie do Stanów Zjednoczonych, Bluemner zadebiutował w kilku najważniejszych galeriach i wystawach Nowego Jorku; pięć jego prac zostało wystawionych w ramach Armory Show, był też jednym z szesnastu artystów amerykańskich, których twórczość zaprezentowano w 1916 roku na Forum Exhibition of Modern American Painters. Pomimo uczestnictwa w kolejnych wystawach, w tym indywidualnych przez kolejnych dziesięć lat Bluemnerowi nie udało się sprzedać zbyt wielu obrazów, więc żył wraz z rodziną niemal w ubóstwie. W 1926 roku, po przedwczesnej śmierci żony, Liny Schumm Bluemner przeniósł się do South Braintree w stanie Massachusetts. W ciągu następnych paru lat miał kilka znaczących, indywidualnych wystaw w nowojorskich Whitney Studio Galleries i w Marie Harriman Gallery. Ogarnięty przygnębieniem i poczuciem winy zwracał się coraz bardziej w stronę emocjonalnej symboliki koloru, porzucając kraciasty styl Mondriana na rzecz bardziej naturalistycznych pejzaży. Częstymi tematami w tym okresie były u niego dom i drzewa oraz wschody i zachody słońca i księżyca. Nadal eksperymentował z nowymi technikami a jego obrazy olejne, odznaczające się jasną paletą i lśniącą powierzchnią, zyskały uznanie krytyków. Chociaż artysta cieszył się szacunkiem i dużo wystawiał, sprzedaż obrazów często przedstawiała się skromnie. Niestabilna sytuacja gospodarcza i zmiana gustów publiczności dodatkowo przyczyniły się do jego niepewnej sytuacji finansowej. Jego abstrakcyjne prace zaczęły tracić na popularności w miarę wzrostu znaczenia regionalizmu. W 1932 Whitney Museum of American Art zakupiło do swojej stałej kolekcji jeden z jego obrazów. Aby związać koniec z końcem, Bluemner przyjmował zlecenia z agencji rządowych: Public Works of Art project (1934) i Works Progress Administration (1936). Zachorowanie na raka sprawiło, iż zaczął mieć kłopoty z wypełnianiem obowiązków wynikających z umów. Kurczące się perspektywy, rosnące długi, ubóstwo i pogarszający się stan zdrowia sprawiły, iż 12 stycznia 1938 roku odebrał sobie życie.

## Dziedzictwo
W 1997 roku córka Oscara Bluemnera, Vera Bluemner Kouba (1903–1997) przekazała swoją bogatą kolekcję ponad 1000 prac ojca na rzecz Stetson University. Spuścizna obejmuje prace wykonane w różnych mediach, od szkiców ołówkiem i węglem drzewnym do najważniejszych dzieł jak obrazy olejne i akwarele, reprezentujące wszystkie okresy twórczości artysty. Kouba, która zawsze miała wrażenie, że jej ojciec był niedoceniany w świecie sztuki, przechowywała te prace w swoim domu w DeLand, Floryda, gdzie po przejściu na emeryturę w 1970 roku zamieszkała wraz mężem, Rudolphem Koubą.
W dniach od 7 października 2005 roku do 12 lutego 2006 Whitney Museum of American Art zorganizowało poświęconą artyście wystawę Oscar Bluemner: A Passion for Color. Wystawa, której kuratorem była Barbara Haskell, miała na celu zaprezentowanie całego dorobku artysty od najwcześniejszych dzieł, inspirowanych architekturą do późniejszych, kolorowych pejzaży, ukazujących ich autora w pełni jego możliwości twórczych. Wystawa, pomyślana jako ponowna ocena miejsca Bluemnera w panteonie kluczowych postaci amerykańskiego modernizmu początku XX wieku, była największą do tamtego momentu wystawą retrospektywną, poświęconą jego twórczości.
30 listopada 2011 roku obraz Bluemnera Złudzenie prerii w New Jersey (Czerwona farma w Pochuck) został sprzedany przez nowojorski dom aukcyjny Christie’s za sumę 5 346 500 dolarów.
W 2013 roku Montclair Art Museum zorganizowało wystawę prac Bluemnera zatytułowaną: Oscar Bluemner's America: Picturing Paterson, New Jersey, poświęconą setnej rocznicy dwóch ważnych wydarzeń związanych z jego osobą; w 1913 roku w Paterson Bluemner namalował obrazy przedstawiające tzw. Jedwabny Strajk (Paterson Silk Strike) oraz wziął udział w wystawie Armory Show na Manhattanie, dzięki której społeczeństwo amerykańskie zapoznało się z awangardowymi stylami panującymi w Europie.

## Twórczość
W ciągu dwóch pierwszych dekad XX wieku Bluemner stworzył własny, niepowtarzalny styl, w którym uwidocznił się wpływ kubizmu, futuryzmu, fowizmu, ekspresjonizmu, synchromizmu oraz jego własnych doświadczeń architektonicznych. Inspiracji do swych obrazów artysta poszukiwał w swoim lokalnym środowisku oraz w krajobrazach, portach i fabrykach Nowego Jorku i New Jersey. Stałym elementem jego twórczości stało się przeciwstawianie natury i przemysłu. Tematami obrazów były blokowe budynki w geometryzujących formach, z ostrymi konturami, umieszczane w abstrakcyjnym pejzażu. Artyście chodziło raczej o uproszczenie rzeczywistości, niż tworzenie czystej abstrakcji. Chcąc tworzyć dzieła dramatyczne i oddziałujące na emocje Bluemner stosował wyraziste, pryzmatyczne kolory w śmiałych kombinacjach i zestawieniach; uważając, iż jego sztuka „powinna pochodzić z wnętrza”, używał koloru jako czynnika psychologicznego i emocjonalnego.
Kolor był dla niego środkiem do tworzenia formy i ożywienia pejzażu. Każdemu z kolorów przypisywał konkretne znaczenie i emocje:
- kolor czerwony – to kolor główny, maksimum wszystkiego, co artystyczne i ma największy powab, jest symbolem mocy, witalności, energii, życia, ognia, krwi, pasji, walki, emocji i wściekłości,
- kolor zielony – kojarzy się z odpoczynkiem, z czymś pomiędzy,
- kolor biały – oznacza światło, energię, śnieg, zimno i czystość,
- kolor czarny – symbolizuje ciemność, pierwszy plan, smutek, społeczeństwo,
- kolor szary – stanowi przeciwieństwo koloru, jest neutralny, cofnięty
- kolor żółty – kojarzy się ze światłem, ciepłem, wesołością, wzmacnia pomarańczowy i czerwony, symbolizuje postęp i inteligencję, jest przeciwieństwem koloru niebieskiego i fioletu,
- kolor niebieski – to chłód i dystans. Jest pasywny przestrzennie, kontrastowy w stosunku do czerwieni, [wyraża nastrój] od radości do z przygnębienia,
- kolor fioletowy – oznacza wyróżnienie, uroczystość, rzadkość, niepokój, odległość, jest ubogi w światło, najbliższy szarości[11].

Osiągnięty przez niego efekt był jednocześnie prosty, złożony i sugestywny, niepodobny do niczego stworzonego przez jego współczesnych. Bluemner przewyższał także swoich kolegów, jeśli chodzi o oryginalność i innowacje techniczne. Często łączył pigment z niezwykłymi materiałami, jak żółtka jaj, żywica, kazeina, gwasz, formaldehyd, lakier i ołów, kładąc je na różne podłoża od płótna do drewna i kartonu. W swoich eksperymentach osiągał charakterystyczne kolory i tekstury, będące kwintesencją jego stylu artystycznego.
W latach 20. Bluemner skoncentrował się na akwarelach, których dramatyczne formy i bogata paleta były efektem jego studiów nad sztuką Orientu, malarstwem symbolistycznym oraz poglądami Johanna Wolfganga von Goethego, Arthura Schopenhauera, Henriego Bergsona i Oswalda Spenglera. Jego obrazy z lat 30., jak cykl Kompozycje na kolorowe tematy (Compositions for Color Themes), zawierały formalne inspiracje muzyką klasyczną oraz ikonograficznie ujęte poglądy Freuda dotyczące podświadomości.
Dorobek Bluemnera i jego wkład w sztukę amerykańską z początku XX wieku stawiają go w rzędzie najważniejszych amerykańskich modernistów.

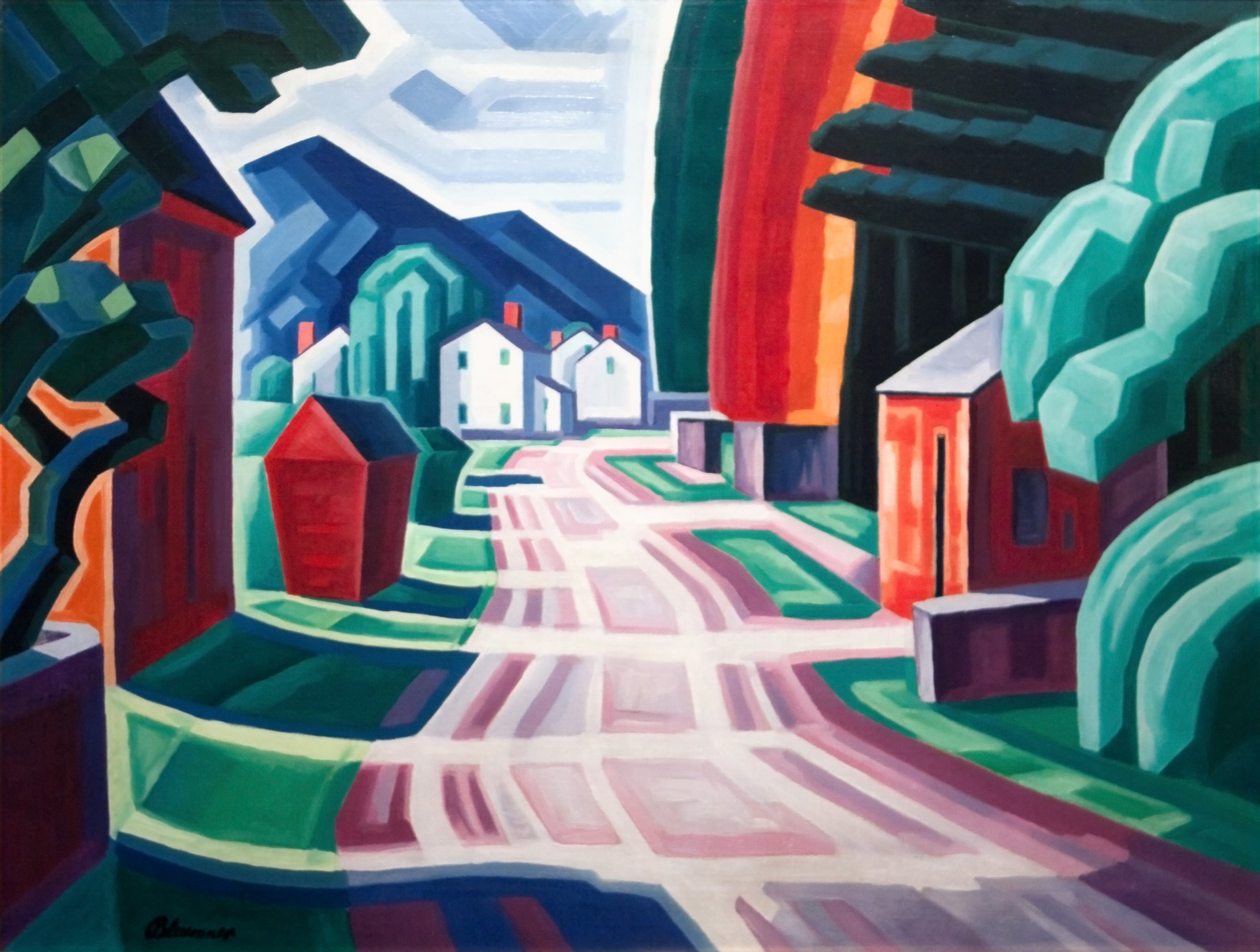
Forma i światło, motyw z zachodniego New Jersey, 1914, Hunter Museum of American Art
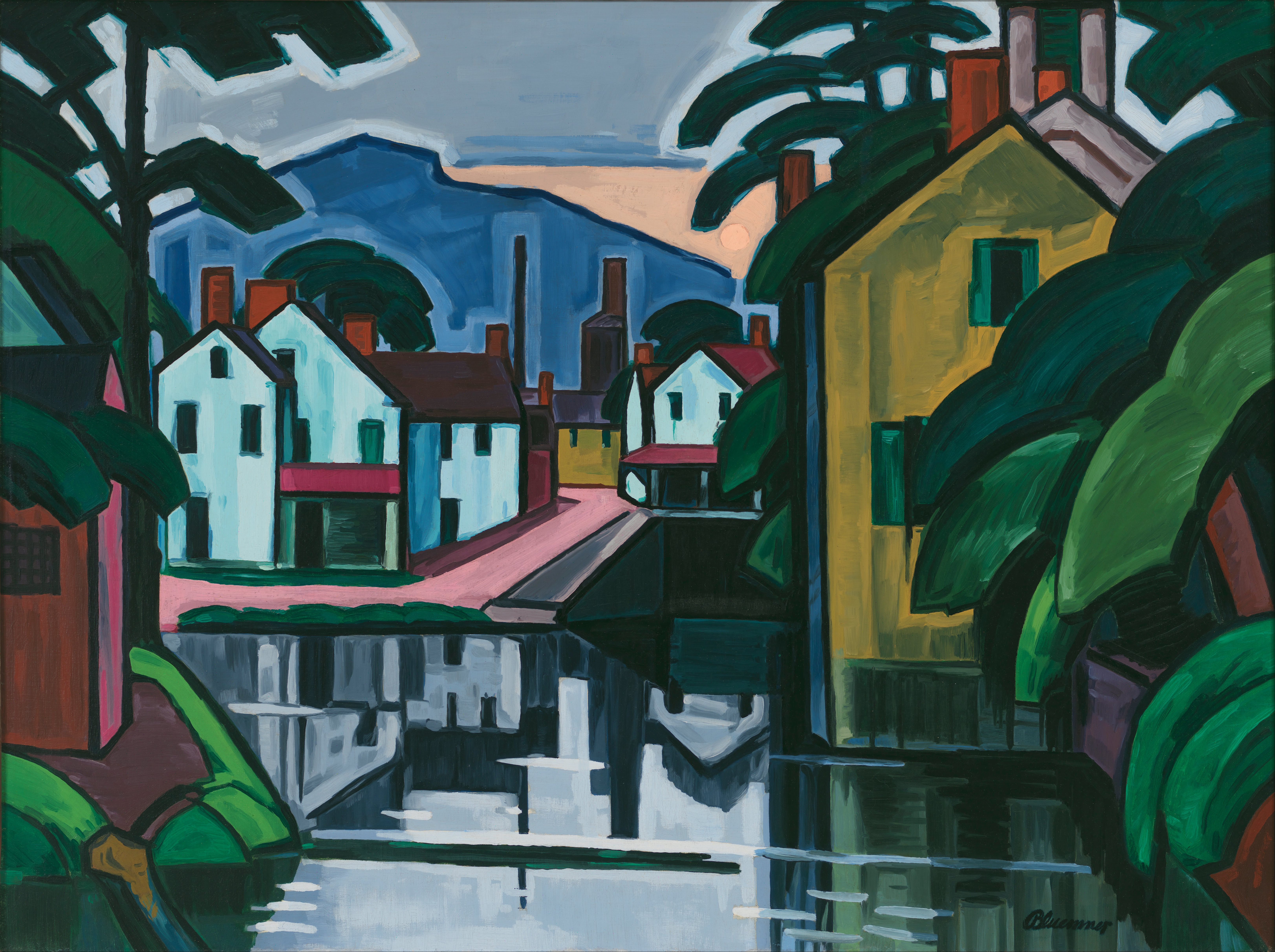
Stary kanał portowy, 1914, Whitney Museum of American Art
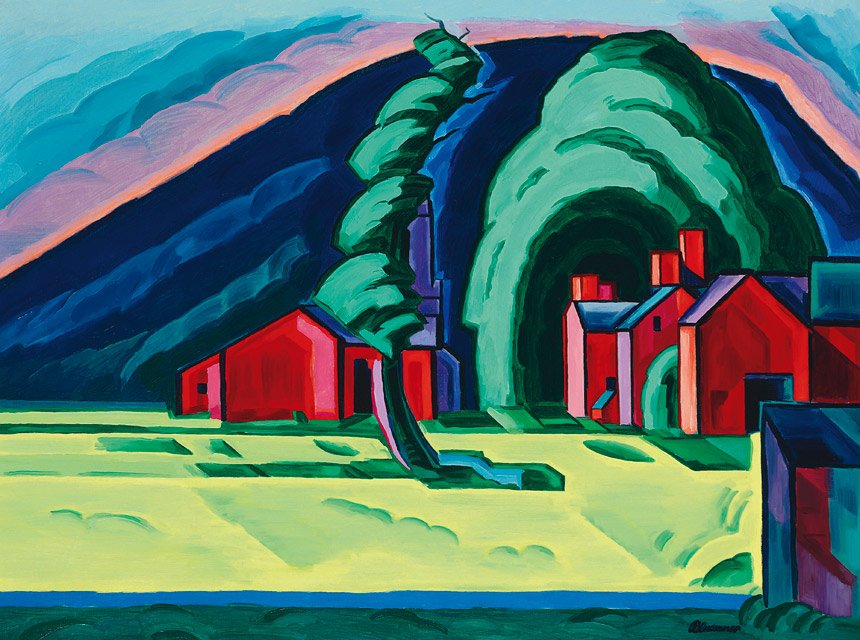
Złudzenie prerii w New Jersey (Czerwona farma w Pochuck), 1915, kolekcja prywatna
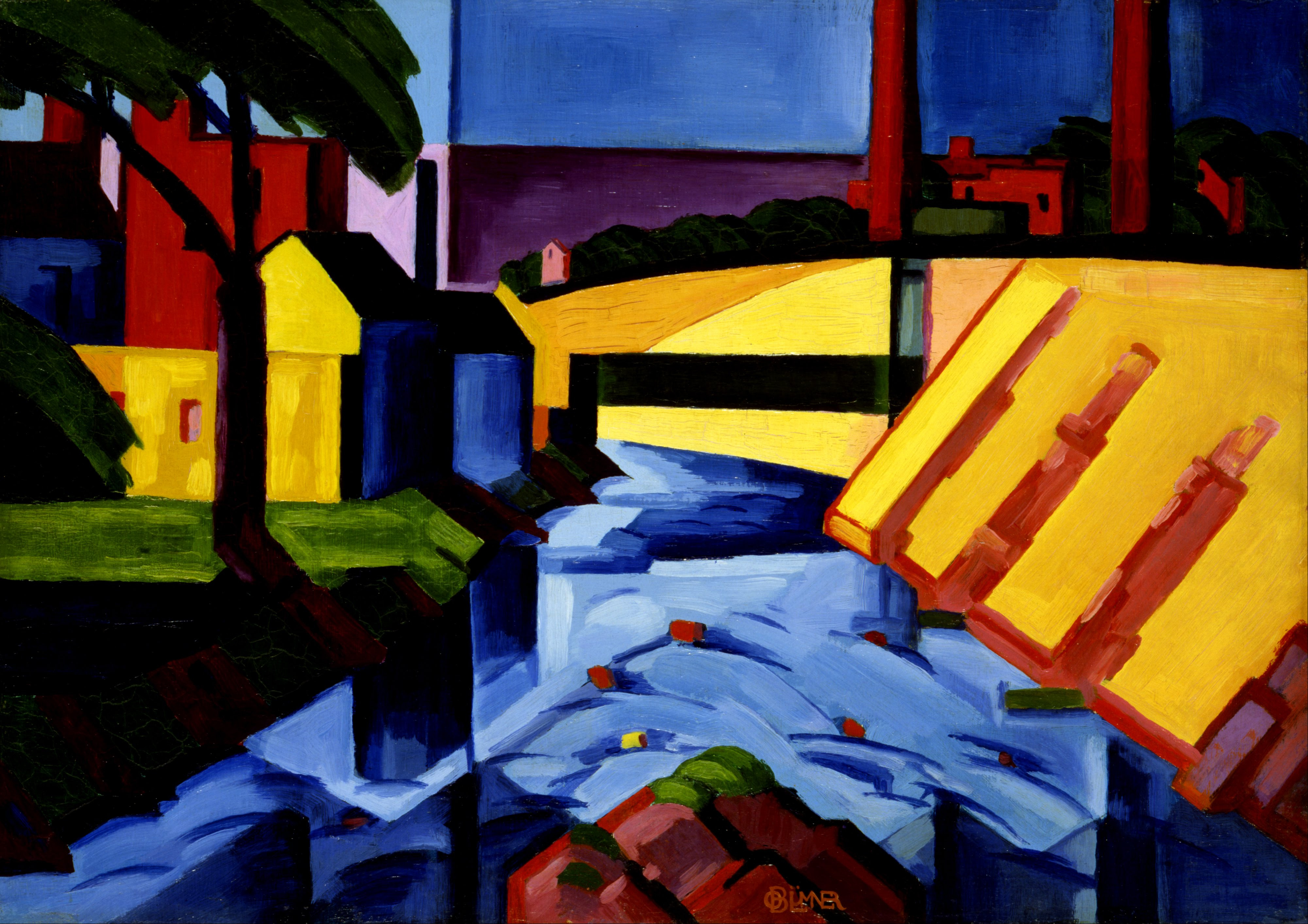
Wieczorne tonacje, 1911–1917, Smithsonian American Art Museum and the Renwick Gallery
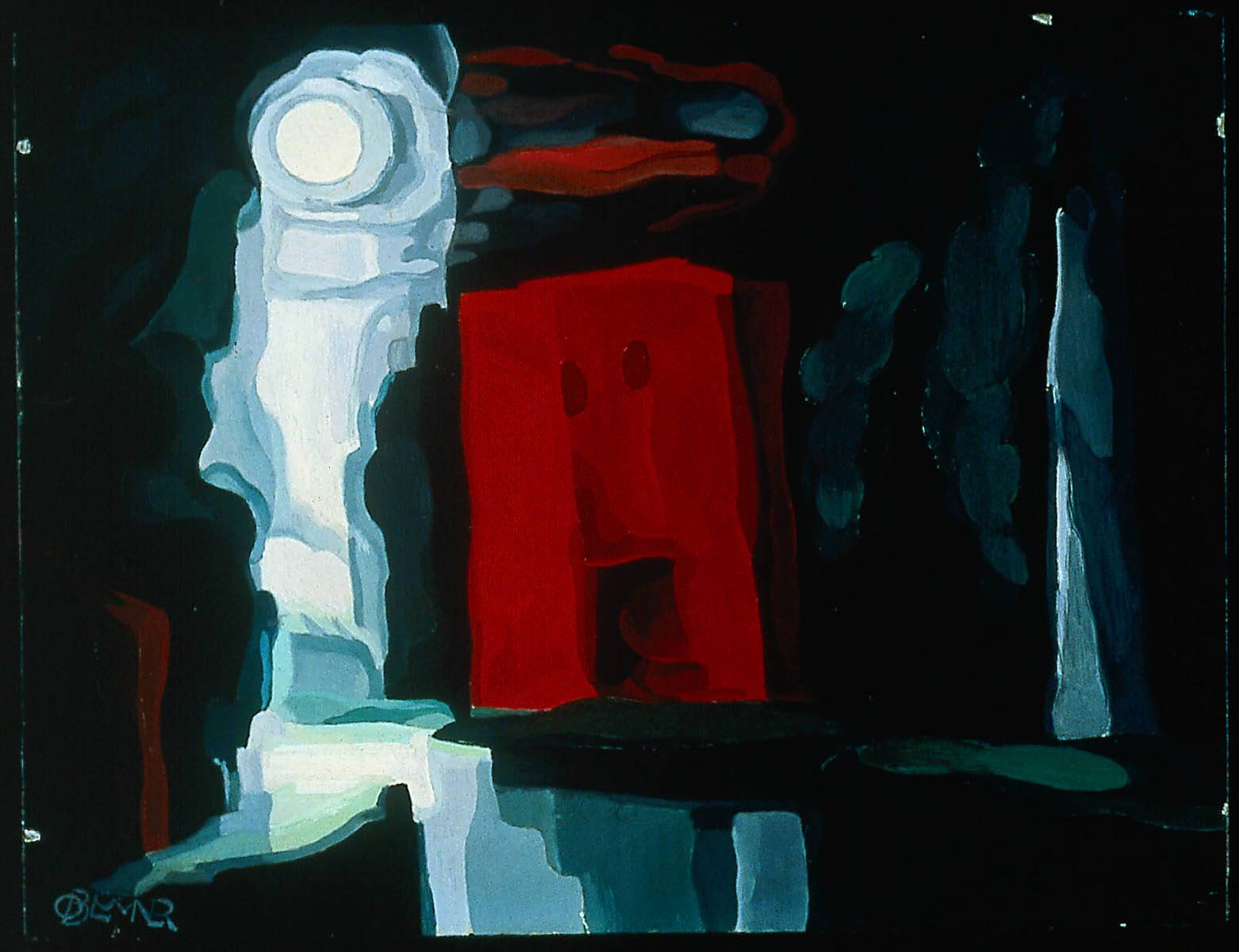
Nastrój księżycowej nocy, 1929, Museum of Fine Arts w Bostonie
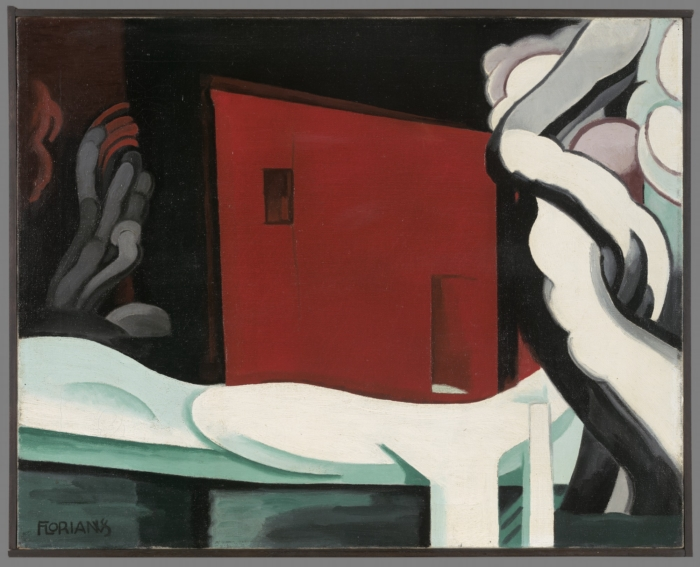
Śnieg i poświata, 1935, Yale University Art Gallery

## Zbiory
Prace Bluemnera znajdują się w czołowych amerykańskich muzeach, między innymi w: Addison Gallery of American Art, Amon Carter Museum of American Art, Brooklyn Museum, Cleveland Museum of Art, Corcoran Gallery of Art, Dallas Museum of Art, Fine Arts Museums of San Francisco, Harvard University Art Museums, Hirshhorn Museum and Sculpture Garden, Hunter Museum of American Art, Metropolitan Museum of Art, Museum of Fine Arts w Bostonie, Museum of Modern Art, National Gallery of Art, Pennsylvania Academy of the Fine Arts, Princeton University Art Museum, Smithsonian American Art Museum and the Renwick Gallery, Whitney Museum of American Art.

## Wystawy
- 1913 – Armory Show (Nowy Jork): International Exhibition of Modern Art[3]
- 1915 – Little	Galleries of the Photo-Secession („291”) (Nowy Jork): Paintings and Drawings by Oscar Bluemner[3]
- 1916 – Montrose Gallery (Nowy Jork): Fifty Paintings By Fifty Artists[3]
- 1919 – Arts Club of Chicago (Chicago): Paintings of Joseph Stella, Oscar Bluemner, Jennings Tofel Sculpture of Hunt Diedrich, Gaston Lachaise[3]
- 1921 – Bourgeois  Galleries (Nowy Jork): Studies of Landscapes and Houses by Oscar Bluemner[3]
- 1932 – Whitney Museum of America Art (Nowy Jork): Acquisitions for the Year[3]
- 1967 – Fogg Art Museum, Harvard University (Cambridge): Oscar Bluemner: American Colorist[3]
- 1989 – Corcoran Gallery of Art (Washington): Oscar  Bluemner: Landscapes of Sorrow and Joy (wystawa objazdowa)[3]
- 2006 – Whitney Museum of American Art (Nowy Jork): Oscar Bluemner: A Passion for Color[3]
- 2013 – Montclair Art Museum (Montclair): Oscar Bluemner's America: Picturing Paterson, New Jersey[9]